# Giorgio Clerici
Giorgio Clerici (Milano, 1815 – Roma, 17 dicembre 1877) è stato un patriota, militare e nobile italiano.

## Biografia
Di famiglia patrizia milanese, Giorgio nacque nella capitale lombarda nel 1815. Egli discendeva da un ramo secondario della famiglia Clerici, che con suo nonno Francesco Maria aveva ottenuto in eredità il titolo di marchese di Cavenago dal ramo principale quando suo cugino Anton Giorgio era morto senza eredi maschi. Sua nonna paterna, Gaetana Melzi d'Eryl, era sorella di Francesco Melzi d'Eril, duca di Lodi e vicepresidente della Repubblica napoleonica Italiana.
Di spirito liberale, durante le Cinque giornate di Milano del 1848, Giorgio fu membro del "Comitato di guerra" milanese insieme a Carlo Cattaneo, a Enrico Cernuschi e a Giulio Terzaghi. Il 23 marzo fu nominato capo dello stato maggiore delle colonne mobili.
Dopo il ritorno degli austriaci, emigrò in Svizzera col fratello Carlo per sfuggire alla condanna, passando successivamente in Piemonte; nel 1857, alla morte del genitore, seppur in esilio, gli succedette nei titoli di famiglia; dopo la costituzione del Regno d'Italia ritornò a Milano e venne nominato ispettore del Ministero dell'agricoltura, dell'industria e del commercio.
Morì a Roma il 17 dicembre 1877.

## Ascendenza
|                                                  |   |                                      | Genitori                                 |  |  | Nonni |  |  | Bisnonni        |  |  | Trisnonni              |  |
|                                                  |   |                                      |                                          |  |  |       |  |  | Giorgio Clerici |  |  | Giovanni Paolo Clerici |  |
|                                                  |   |                                      |                                          |  |  |       |  |  | Giorgio Clerici |  |  | Giovanni Paolo Clerici |  |
|                                                  |   | Francesca Da Bussero                 |                                          |  |  |       |  |  | Giorgio Clerici |  |  |                        |  |
| Francesco Maria Clerici, V marchese di Cavenago  |   |                                      |                                          |  |  |       |  |  | Giorgio Clerici |  |  |                        |  |
|                                                  |   | Marianna Lomazzi                     | Gaspare Antonio Lomazzi                  |  |  |       |  |  |                 |  |  |                        |  |
|                                                  |   | Marianna Lomazzi                     | Gaspare Antonio Lomazzi                  |  |  |       |  |  |                 |  |  |                        |  |
|                                                  |   | Marianna Lomazzi                     | …                                        |  |  |       |  |  |                 |  |  |                        |  |
| Paolo Giovanni Clerici, VII marchese di Cavenago |   | Marianna Lomazzi                     |                                          |  |  |       |  |  |                 |  |  |                        |  |
|                                                  |   | Gaspare Melzi, VIII conte di Magenta | Francesco II Melzi, VII conte di Magenta |  |  |       |  |  |                 |  |  |                        |  |
|                                                  |   | Gaspare Melzi, VIII conte di Magenta | Francesco II Melzi, VII conte di Magenta |  |  |       |  |  |                 |  |  |                        |  |
|                                                  |   | Gaspare Melzi, VIII conte di Magenta | Maria Anna Antonia Melzi di Torcella     |  |  |       |  |  |                 |  |  |                        |  |
| Gaetana Melzi d'Eryl                             |   | Gaspare Melzi, VIII conte di Magenta |                                          |  |  |       |  |  |                 |  |  |                        |  |
|                                                  |   | Maria Teresa d'Eryl                  | Francisco de Eryl, VII conte di Eryl     |  |  |       |  |  |                 |  |  |                        |  |
|                                                  |   | Maria Teresa d'Eryl                  | Francisco de Eryl, VII conte di Eryl     |  |  |       |  |  |                 |  |  |                        |  |
|                                                  |   | Maria Teresa d'Eryl                  | Maria Teresa del Pilar de Moncayo        |  |  |       |  |  |                 |  |  |                        |  |
| Giorgio Clerici, VIII marchese di Cavenago       |   | Maria Teresa d'Eryl                  |                                          |  |  |       |  |  |                 |  |  |                        |  |
|                                                  | … | …                                    |                                          |  |  |       |  |  |                 |  |  |                        |  |
|                                                  | … | …                                    |                                          |  |  |       |  |  |                 |  |  |                        |  |
|                                                  | … | …                                    |                                          |  |  |       |  |  |                 |  |  |                        |  |
| Pietro Negri                                     | … |                                      |                                          |  |  |       |  |  |                 |  |  |                        |  |
|                                                  |   | …                                    | …                                        |  |  |       |  |  |                 |  |  |                        |  |
|                                                  |   | …                                    | …                                        |  |  |       |  |  |                 |  |  |                        |  |
|                                                  |   | …                                    | …                                        |  |  |       |  |  |                 |  |  |                        |  |
| Giovanna Negri                                   |   | …                                    |                                          |  |  |       |  |  |                 |  |  |                        |  |
|                                                  |   | …                                    | …                                        |  |  |       |  |  |                 |  |  |                        |  |
|                                                  |   | …                                    | …                                        |  |  |       |  |  |                 |  |  |                        |  |
|                                                  |   | …                                    | …                                        |  |  |       |  |  |                 |  |  |                        |  |
| …                                                |   | …                                    |                                          |  |  |       |  |  |                 |  |  |                        |  |
|                                                  |   | …                                    | …                                        |  |  |       |  |  |                 |  |  |                        |  |
|                                                  |   | …                                    | …                                        |  |  |       |  |  |                 |  |  |                        |  |
|                                                  |   | …                                    | …                                        |  |  |       |  |  |                 |  |  |                        |  |
|                                                  |   | …                                    |                                          |  |  |       |  |  |                 |  |  |                        |  |